# کرمانی
- چیز یا کسی که با شهر کرمان یا کرمانشاه یا استان کرمان یا استان کرمانشاه در پیوند باشد.
- کرمانی: لهجه شهر کرمان
- نام یکی از ایلات کردزبان منطقهٔ قزوین که به نام کرمانجی نیز مشهور است.

## کسان

### ایرانیان
- میرزا رضا کرمانی: از شاگردان سید جمال‌الدین اسدآبادی و قاتل ناصرالدین شاه
- اوحدالدین کرمانی: از صوفیان و رباعی‌گویان نامدار ایران در سده ششم و هفتم هجری
- خواجوی کرمانی: یکی از شاعران بزرگ سدهٔ هشتم
- حمیدالدین الکرمانی: یکی از داعیان مذهب اسماعیلی
- ابو الحکم الکرمانی: دانشمند و فلسفه‌دان اندلسی
- ابوالحسن کرمانی: اخترشناس اندلسی
- ناظم‌الاسلام کرمانی: نویسنده، روزنامه‌نگار و قاضی عصر مشروطه ایران
- میرزا آقاخان کرمانی: از شخصیت‌های سیاسی جنبش مشروطه ایران
- اسدالله کرمانی: از خوشنویسان سده نهم
- رضا کرمانی: شهردار پیشین خرمشهر (۴۹-۱۳۴۷) و دبیر مسئول پیشین حزب پان ایرانیست
- افسر کرمانی: از چامه‌سرایان و خوشنویسان ایرانی سدهٔ سیزدهم قمری
- حسن کرمانی: هنرمند، چامه‌سرا و خوشنویس در خط شکسته در سده یازدهم هجری
- محمد مؤمن کرمانی: فرزند و شاگرد خواجه شهاب الدین عبدالله مروارید از خوشنویسان صاحب نام قرن دهم هجری در دوران شاه تهماسب صفوی
- ابوحامد کرمانی: تاریخدان، نویسنده، شاعر و فیلسوف و پزشک کرمانی معاصر ملک دینار سلجوقی
- برهان‌الدین کرمانی: پزشک سده پانزده میلادی
- عماد فقیه کرمانی: چامه‌سرا و عارف قرن هشتم
- محمدکریم خان کرمانی:
- شیخ محمدحسن سیرجانی کرمانی: نامدار به پیغمبر دزدان، شاعر، نویسنده، طنزپرداز و روحانی ایرانی و از مشهوران عصر قاجار
- عبدالله مروارید کرمانی: تخلص به بیانی و معروف به کرمانی فرزند خواجه شمس‌الدین محمد کرمانی، خوشنویس، نویسنده، شاعر، نوازنده٬ آهنگساز و سیاست‌مدار نام‌دار اواخر سده نهم و اوایل سده دهم
- مجدالاسلام: روزنامه‌نگار سیاستمدار، نویسنده، شاعر و چهره سرشناس علم و ادب کرمان به سال ۱۲۸۸ قمری
- رستم‌الحکما: نویسنده کتابی تاریخی به نام رستم‌التواریخ
- کاظم سامی کرمانی: نخستین وزیر بهداشت ایران پس از پیروزی انقلاب ایران (۱۳۵۷) و رهبر جنبش انقلابی مردم ایران (جاما) از زمان تأسیس در ۱۳۴۲ تا هنگام کشته‌شدنش در ۱۳۶۷
- هوشنگ مرادی کرمانی: نویسنده هم‌روزگار ایرانی ‌خالق «قصه‌های مجید»
- محمدجواد حجتی کرمانی: از عالمان و روحانیان و شخصیتهای سیاسی، به ویژه در دهه‌های نخست پس از انقلاب ایران (۱۳۵۷)
- محمدعلی موحدی‌کرمانی: از  سیاستمداران ایرانی پس از انقلاب و عضو مجمع تشخیص مصلحت نظام
- علی حجتی کرمانی: نویسنده، پژوهشگر، نظریه‌پرداز و عالم روحانی
- محمدزمان کرمانی: از خوشنویسان و نستعلیق‌نویسان قرن دهم هجری
- احمد نظام کرمانی: چامه‌سرا و درویش قرن سیزدهم قمری
- احمد ناظرزاده کرمانی: فرزند محمد ناظر، شاعر، نویسنده و پژوهشگر هم‌روزگار کرمان
- مظفر بقائی: کنشگر هم‌روزگار سیاسی ایران
- عباس ریاضی کرمانی: استاد اخترشناسی دانشگاه تهران به سال ۱۲۸۶
- حسین کوهی کرمانی: ادب‌دان، پژوهشگر، روزنامه‌نگار و چامه‌سرا
- فرناز ناظرزاده کرمانی: پژوهشگر، نویسنده و استاد دانشگاه
- علی اطهری کرمانی: چامه‌سرا
- مرتضی کرمانی‌مقدم: بازیکن سابق فوتبال ایران
- صابر کرمانی:
- فؤاد کرمانی: چامه‌سرا
- راجی کرمانی: چامه‌سرا
- روح‌الله احمدزاده کرمانی: رئیس سازمان میراث فرهنگی و گردشگری ایران و استاندار سابق استان فارس
- میرزا شهاب‌الدین کرمانی نماینده دور چهارم و پنجم مجلس شورای ملی و پدر مظفر بقائی
- عبدالله دهش كرماني: شاعر، اديب، تذكره نويس

### برون مرزی
در جنوب آسیا، نام خانوادگی سیدها است.
- فاریس کرمانی: کارگردان هم‌روزگار پاکستانی-انگلیسی
- سید مجتبی علی کرمانی: کریکت‌باز مشهور هندی
- سید ظهیر عباس کرمانی: کریکت‌باز مشهور پاکستانی
- آرمان کرمانی: هنرپیشهٔ بریتانیایی